# René Dupriez
Pour les articles homonymes, voir Dupriez.
René Dupriez né à Charleroi le 20 septembre 1895 et mort à Mont-sur-Marchienne le 15 décembre 1950, est un journaliste, militant wallon, résistant et homme politique libéral.

## Biographie
René Victor Dupriez, né à Charleroi le 20 septembre 1895, est le fils d'Octave Dupriez, musicien au 1er régiment de Chasseurs à pied en garnison à Charleroi, et d'Angéline Kaise. Il se marie et à un fils.
Il fait ses études secondaires chez les Jésuites au Collège du Sacré-Cœur de Charleroi. Il étudie ensuite à l'École normale de Charleroi et obtient un diplôme d'instituteur. À sa sortie des études, il exerce son métier d'instituteur à Marcinelle.
En 1919, il entre comme journaliste au quotidien la Gazette de Charleroi. À la suite du décès en 1932 d'Arthur Pater, René Dupriez en est nommé rédacteur en chef.
Dans l'entre-deux-guerres, il est membre puis président de l'Assemblée wallonne. À la veille de la Seconde Guerre mondiale en 1939, il devient membre du Conseil de gestion de l'Institut national de radiodiffusion belge (INR).
En mai 1940, il se réfugie en France à la suite de l'occupation de la Belgique par les Allemands. Il refuse de revenir en Belgique et de collaborer avec l'occupant comme la majorité de ses collègues de la Gazette de Charleroi. Il entre dans la Résistance belge en France.
En 1944, il revient en Belgique et choisit de rebaptiser le quotidien la Gazette de Charleroi en La Nouvelle Gazette. Il marque ainsi la rupture par rapport à l'ancienne rédaction collaborationniste. Il en devient rédacteur en chef et directeur. Il assume également cette fonction au quotidien de Mons La Province.
Après guerre, il est nommé vice-président de la section Hainaut-Namur de l'Association de la Presse Belge. Il est un des initiateurs et membre du Conseil économique wallon créé à partir de 1944.
Le 26 juin 1949, il est élu député libéral de Charleroi à la Chambre des représentants, poste qu'il n'aura l'occasion d'occuper qu'un an à la suite de son décès. Il dépose notamment avec Maurice Destenay, René Lefebvre, René Drèze et Raymond Becquevort une proposition de loi instituant une consultation populaire dont la question serait Êtes-vous d'avis qu'il y a lieu d'accorder l'autonomie à la Flandre et à la Wallonie dans le cadre d'un État fédéral belge ?
À la suite de son décès le 15 décembre 1950 à Mont-sur-Marchienne, il est inhumé au cimetière de Charleroi Nord.

## Hommages et distinctions
- Officier de l'ordre de Léopold en 1946 (Belgique)[6].
- Officier de la Légion d'honneur en 1950 (France).
- Une rue de Mont-sur-Marchienne a été baptisée « rue René Dupriez ».